# Тюркан (Азербайджан)
Тюрка́н (Тюркян; азерб. Türkan) — селище на сході Азербайджану, підпорядковане Хазарському району міста Баку.

## Географія
Селище розташоване на сході Апшеронського півострова на березі Бакинської затоки Каспійського моря. Відоме своїми піщаними пляжами та санаторіями і базами відпочинку.

## Історія
Статус селища міського типу Тюркан отримав в 1960 році. У 20 столітті тут розміщувались виноробний радгосп та туберкульозний санаторій.

## Населення
Населення селища становить 11300 осіб (2012; 9966 в 2008, 8386 в 1989, 6540 в 1979, 4641 в 1970).

## Господарство
Селище зв'язане із сусідніми Ховсан на заході, Кала на півночі та Зіра на сході автодорогами.